# Kupfer(I)-tellurid
Kupfer(I)-tellurid ist eine anorganische chemische Verbindung des Kupfers aus der Gruppe der Telluride. Neben  dieser sind mit Rickardit Cu7Te5 und Vulcanit/Kupfer(II)-tellurid CuTe mindestens zwei weitere Kupfertelluride bekannt.

## Vorkommen
Kupfer(I)-tellurid kommt natürlich in Form des Minerals Weissit vor.

## Gewinnung und Darstellung
Kupfer(I)-tellurid kann durch Reaktion von Kupfer mit Tellur unter einer Schutzschicht von Natriumchlorid und Kaliumchlorid gewonnen werden.
{\displaystyle \mathrm {2\ Cu+Te\longrightarrow Cu_{2}Te} }

## Eigenschaften
Kupfer(I)-tellurid ist ein graublauer, spröder Feststoff, der unlöslich in Wasser ist. Er besitzt bei Raumtemperatur eine hexagonale Kristallstruktur mit der Raumgruppe P6/mmm (Raumgruppen-Nr. 191) und den Gitterparametern a = 417 pm, c = 720 pm. Bei Erhöhung der Temperatur zeigt die Verbindung bis zu einer Temperatur von 600 °C eine für ein Einphasensystem außergewöhnlich große Zahl von Umwandlungen.

## Verwendung
Das fast ausschließlich bei der elektrolytischen Kupferraffination im Anodenschlamm anfallende Kupfer(I)-tellurid wird zur Herstellung von Tellur verwendet. Der Anodenschlamm enthält neben Kupfer(I)-tellurid auch Silbertellurid und Gold(I)-tellurid. Die Verbindung selbst ist eines der am häufigsten verwendeten leitenden Kontaktmaterialien für hocheffiziente Cadmiumtellurid-Solarzellen.